# 船川港町
船川港町（ふなかわみなとまち）は秋田県南秋田郡にあった町。現在の男鹿市中心部、船川港各町にあたる。本項では町制前の名称である船川村（ふなかわむら）についても述べる。

## 地理
- 海：日本海

## 歴史
- 1889年（明治22年）4月1日 - 町村制の施行により、船川村、金川村、比詰村、仁井山村の区域をもって船川村が発足。
- 1894年（明治27年）10月24日 - 船川村が町制施行・改称して船川港町となる。
- 1942年（昭和17年）4月1日 - 南磯村を編入。
- 1954年（昭和29年）3月31日 - 脇本村・戸賀村・男鹿中村・五里合村と合併して男鹿市が発足。同日船川港町廃止。

## 交通

### 鉄道路線
- 日本国有鉄道
  - 船川線（現・男鹿線）
    - 羽立駅 - 船川駅（現・男鹿駅） - 船川港駅（貨物駅）

### 道路
- 船川街道（一部は現・国道101号）

### 港湾
- 船川港